# ティムール・ミロシュヌィチェンコ
ティムール・ヴァレリヨヴィチ・ミロシュヌィチェンコ（ウクライナ語: Тімур Валерійович Мірошниченко、1986年3月9日 - ）は、ウクライナのテレビ司会者。主にウクライナ国営放送で活動している。ウクライナで開催されたジュニア・ユーロビジョン・ソング・コンテスト2009ではアニ・ロラクと、同じくウクライナ開催のジュニア・ユーロビジョン・ソング・コンテスト2013ではズラータ・オーフニェヴィチと共に司会進行を行った。

## 生い立ち
1986年3月9日、ソビエト連邦ウクライナ・ソビエト社会主義共和国キーウで生まれる。学生時代はKVN学生チームのメンバーだった。
2005年からテレビでの活動を開始し、ジュニア・ユーロビジョン・ソング・コンテスト2005でのウクライナ人コメンテーターとして活躍。2007年からはDJ Pashaの後任としてウクライナのユーロビジョン・ソング・コンテスト司会を務めている。

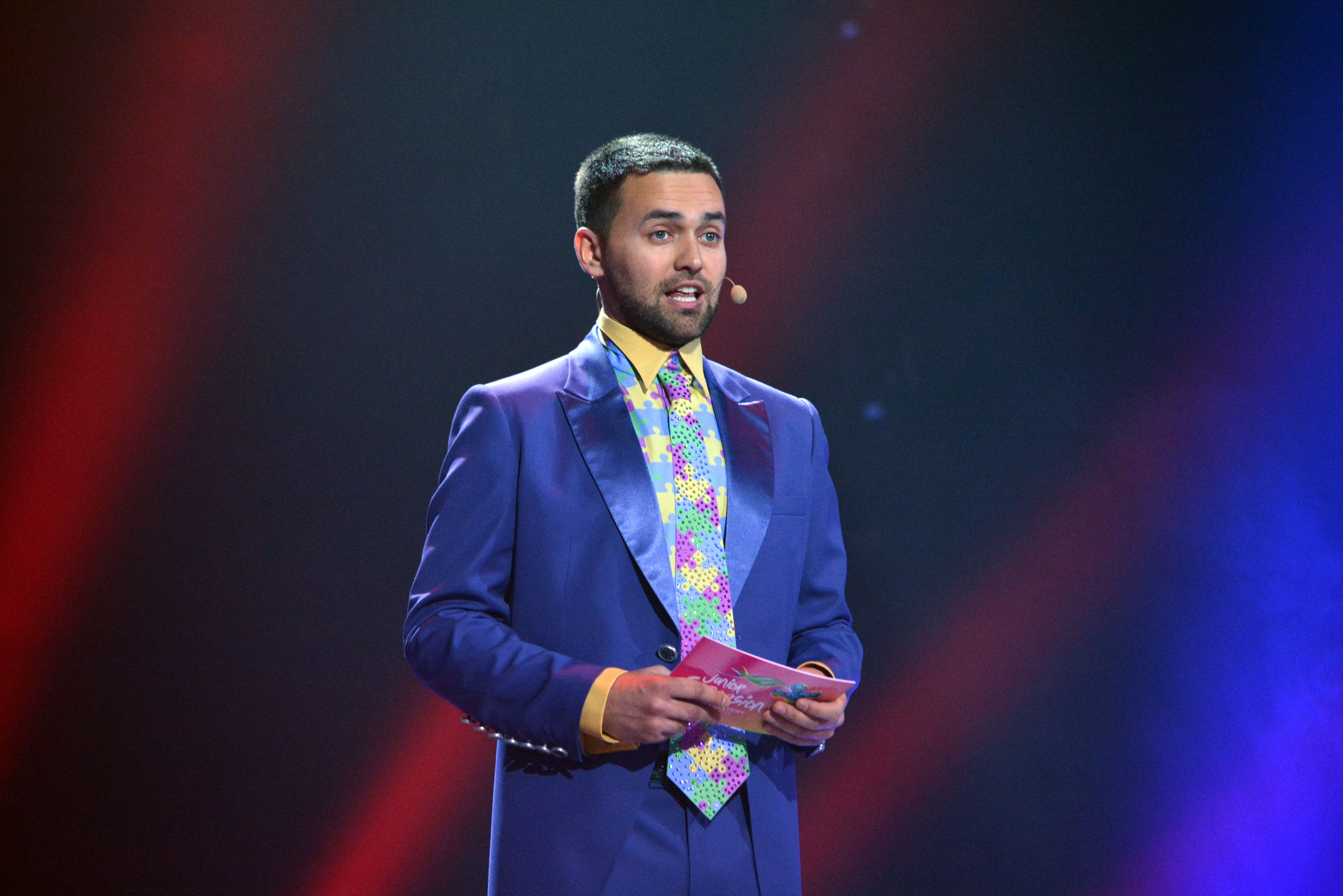
ジュニア・ユーロビジョン・ソング・コンテスト2013でのミロシュヌィチェンコ

キーウで開催されたジュニア・ユーロビジョン・ソング・コンテスト2013ではズラータ・オーフニェヴィチと共に司会進行を行った。2017年2月27日、ユーロビジョン・ソング・コンテスト2017でミロシュヌィチェンコが司会を務めることが発表された。舞台上で司会を務めるのはオレクサンドル・スキチコ、ヴォロディームィル・オスタプチュークの2人、そして「グリーンルーム」（出場者控室）を担当するのはミロシュヌィチェンコという配分である。ユーロヴビョン・ソング・コンテストの司会者が男性3人組になったのはこれが初めてで、女性司会者がいなかったのはユーロビジョン・ソング・コンテスト1956に続いて2度目だった。
2022年10月、ミロシュヌィチェンコはロンドンで開催された第27回ナショナル・テレビジョン・アワードで表彰された。ミロシュヌィチェンコは、UA:PBCのウクライナ人司会者としての役割に加えて、リバプールで開催されたユーロビジョン・ソング・コンテスト2023の「ターコイズ・カーペット」と開会式の司会を務め、3つのライブショーのVTインサートにも出演した。さらに、ジャーメイン・フォスター、マリア・ヴィノグラドワとともにコンテストの記者会見の司会を務めた。